# Calzadilla de la Cueza
Calzadilla de la Cueza es una localidad y también una pedanía del municipio de Cervatos de la Cueza en la provincia de Palencia, en la comunidad autónoma de Castilla y León, España. Está a una distancia de 7 km de Cervatos de la Cueza, la capital municipal, en la comarca de Tierra de Campos. El Camino francés de la ruta jacobea pasa por el pueblo, que es citado en Bueno, me largo. El Camino de Santiago, el camino más importante de mi vida (2006), de Hape Kerkeling.

## Toponimia
El topónimo se conforma, por un lado, de Calzadilla, que es diminutivo de calzada (del latín vulgar calciata que significa vía o calzada) en referencia a la calzada romana que discurre por su término; por otro, de Cueza, que según Fátima Carrera de la Red procede del germánico Goza, Gozan, de significado desconocido. La misma autora señala que en el lugar llaman «cuezas» a los vallecillos del terreno; haría referencia a las ondulaciones del terreno o cuencas donde se recogen las aguas.. También puede ser porque el Río Cueza pasa por su término municipal.

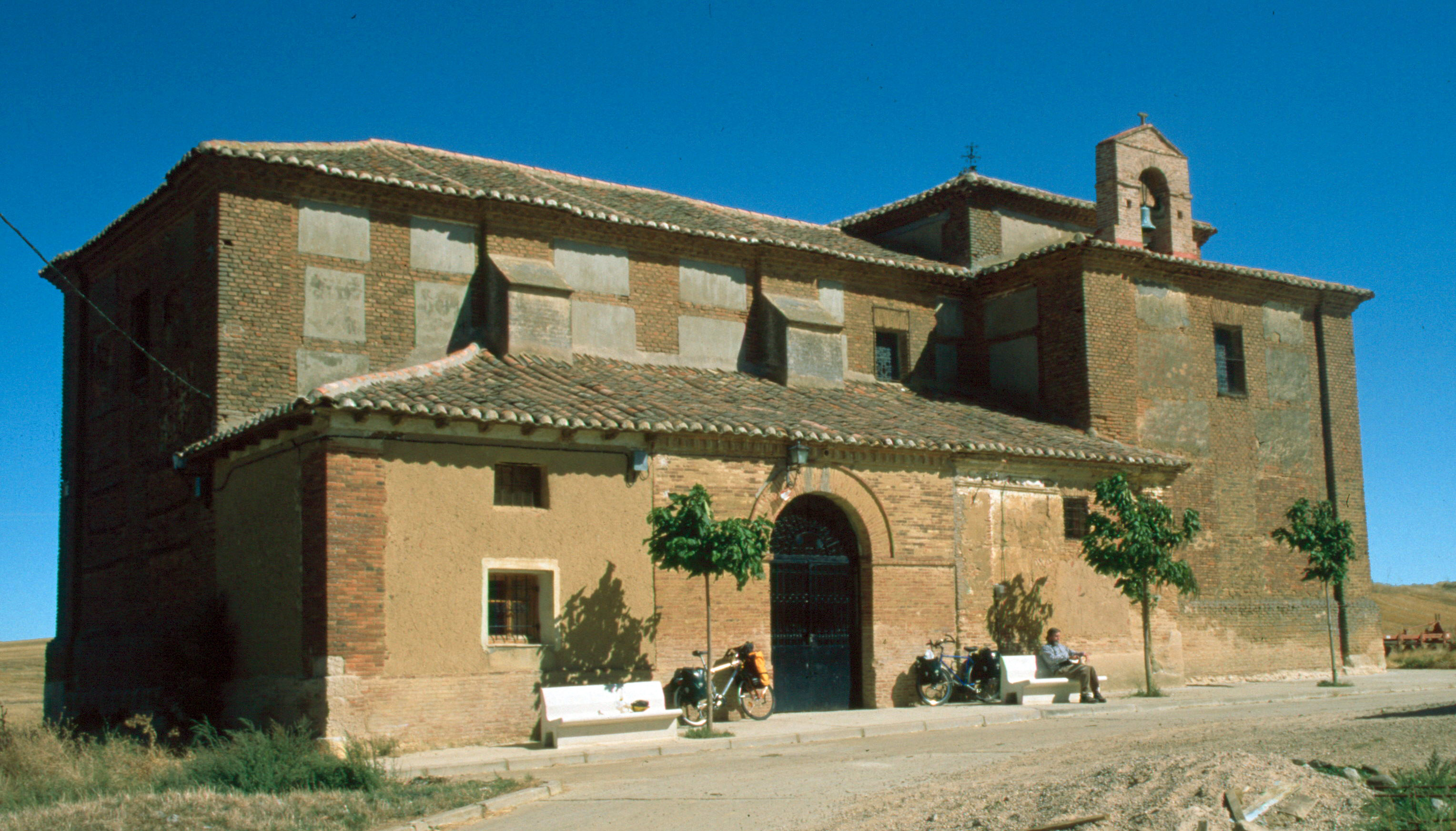
Iglesia de San Martín de Tours

## Historia
Calzadilla de la Cueza fue municipio independiente hasta 1975. En aquel año se decretó su anexión al vecino municipio de Cervatos de la Cueza.

## Geografía humana

### Demografía
| Gráfica de evolución demográfica de Calzadilla de la Cueza entre 1842 y 1970 |
| |
| Población de derecho según los censos de población del INE Población de hecho según los censos de población del INEEntre el censo de 1981 y el anterior, este municipio desaparece porque se integra en el municipio 34055 (Cervatos de la Cueza) |

Evolución de la población en el siglo XXI
| Gráfica de evolución demográfica de Calzadilla de la Cueza entre 2000 y 2020 |
|                                                                              |
| Población de derecho (2000-2020) según el padrón municipal del INE           |

## Patrimonio
- Iglesia de San Martín: Posee un interesante retablo renacentista del siglo XVI de la escuela de Juan de Juni.
- Las Tiendas: caserío que evocaba al monasterio de Santa María y su antiguo hospital del Gran Caballero, pertenecieron a la Orden de Santiago, y ya existían en el siglo XII. En la actualidad sólo se conserva el solar, y restos de su demolición.